# Czesław Narkowicz
Czesław Narkowicz pseud. Bryła (ur. 9 listopada 1900 w Kownie, zm. 31 lipca 1965 w Międzyzdrojach) – polski lekarz, zastępca szefa służby sanitarnej Kedywu (Rola-81), kapitan Armii Krajowej, komandor podporucznik Marynarki Wojennej ludowego Wojska Polskiego, szef Służby Zdrowia Szczecińskiego Obszaru Nadmorskiego (później 8 Flotylla Obrony Wybrzeża), lekarz i kierownik Ośrodka Zdrowia w Międzyzdrojach, lekarz i kierownik Powiatowej Stacji Pogotowia Ratunkowego w Międzyzdrojach.

## Życiorys
Czesław Narkowicz uczęszczał w latach 1911–1915 do państwowego gimnazjum rosyjskiego w Kownie, a następnie w latach 1916–1921 do polskiego gimnazjum Związku Nauczycielstwa Polskiego (od 1920 roku Państwowe Gimnazjum im. Króla Zygmunta Augusta) w Wilnie. W międzyczasie, od 12 grudnia 1918 roku do 23 listopada 1920 roku walczył jako strzelec w wojnie polsko-bolszewickiej w 11 Pułku Ułanów Legionowych. Brał udział w zajęciu Wilna w kwietniu 1919 roku.
Po zdaniu matury w 1921 roku rozpoczął studia na Wydziale Lekarskim Uniwersytetu Wileńskiego. Nie skończywszy studiów ze względu na brak środków finansowych 1 sierpnia 1924 roku wstąpił do Szkoły Podchorążych w Oficerskiej Szkole Sanitarnej w Warszawie (późniejsze  Centrum Wyszkolenia Sanitarnego), co umożliwiło mu rozpoczęcie w 1924 roku studiów na Wydziale Lekarskim Uniwersytetu Warszawskiego, które ukończył w lipcu 1931 roku otrzymując tytuł doktora wszech nauk lekarskich. W międzyczasie ukończył Szkołę Podchorążych 14 października 1927 roku z 25. lokatą i z przydziałem do 2 kompanii w Oficerskiej Szkole Sanitarnej.
Od lipca 1931 roku do września 1932 roku odbywał staż jako lekarz w Centrum Wyszkolenia Sanitarnego w Warszawie, a od 20 września 1932 roku do czerwca 1933 roku był młodszym lekarzem pułku w 44 pułku piechoty Strzelców Kresowych (od 1 maja do 19 czerwca 1933 roku był starszym lekarzem w tym pułku). Jednocześnie pełnił obowiązki ordynatora Szpitala Garnizonowego w Równem. Po awansie na porucznika został 26 czerwca 1933 roku odkomenderowany do 45 pułku piechoty Strzelców Kresowych, stacjonującego również w Równem, a 28 kwietnia 1934 roku został awansowany na stanowisko starszego lekarza tego pułku. Pracował na tym stanowisku do lutego 1936 roku, gdy został przeniesiony do Warszawy, gdzie przyjął stanowisko ordynatora w Instytucie Chirurgii Urazowej. Pracując w  Szpitalu Garnizonowym w Równem (1933–1936) i w Instytucie Chirurgii Urazowej w Warszawie (1936–1938) specjalizował się w chirurgii. W marcu 1938 roku został głównym ordynatorem oddziału chirurgii 3 Szpitala Okręgowego w Grodnie.
W dniu 25 sierpnia 1939 roku otrzymał przydział do Podlaskiej Brygady Kawalerii. W czasie kampanii wrześniowej dowodził  jej plutonem sanitarnym. Z resztkami Brygady dołączył do Samodzielnej Grupy Operacyjnej „Polesie”, w jej szeregach brał udział w bitwie pod Kockiem (2–6 października), po której dostał się do chwilowej niewoli wraz z grupą rannych polskich żołnierzy.
Od października do grudnia pracował jako ordynator szpitala obozowego w Radomiu. 15 grudnia 1939 roku został przeniesiony do Warszawy, gdzie przez całą okupację był ordynatorem i starszym ordynatorem oddziału chirurgicznego w Szpitalu Ujazdowskim. W ramach pracy w Komisji Inwalidzkiej, której był członkiem, wydawał orzeczenia, które ratowały polskich żołnierzy od wysyłki do niemieckich obozów i od innych represji.
W czerwcu 1941 roku wstąpił do Związku Walki Zbrojnej, został zaprzysiężony przez szefa sanitarnego Okręgu Warszawskiego ZWZ ppłk. Czesława Jaworskiego ps. Doktor Sas. Po przyjęciu pseudonimu Bryła został zastępcą szefa, mjr. Cypriana Sadowskiego „Skiby”, i naczelnym chirurgiem Sanitariatu Kedywu Komendy Głównej AK „Rola-81”. Był również odpowiedzialny, wraz z mjr. Szczepanem Wackiem „Podolskim” za plany zaopatrzenia ekipy lekarskiej i składu osobowego dla oddziałów przeprowadzających akcje przeciwko Niemcom. Brał bezpośredni udział w wielu akcjach Kedywu.
Po wybuchu powstania warszawskiego początkowo był przydzielony do oddziału „Bakcyl” (Sanitariat Okręgu Warszawskiego Armii Krajowej) na terenie Szpitala Ujazdowskiego, ale 6 sierpnia ewakuował się do Państwowego Urzędu Wychowania Fizycznego przy ul. Myśliwieckiej 3/5/7, następnie tego samego dnia do Zakładu 35 Opiekuńczego pw. Opatrzności Bożej ss. Rodziny Marii przy ul. Chełmskiej 19. Po powstaniu znalazł się w Milanówku, a następnie w Krakowie.
26 marca 1945 roku wstąpił ochotniczo do korpusu oficerskiego służby zdrowia ludowego Wojska Polskiego. Został kierownikiem oddziału chirurgicznego w 5 Wojskowym Szpitalu Okręgowym w Krakowie. Od 1 kwietnia 1946 do 25 kwietnia 1947 roku był komendantem Szpitala Garnizonowego w Tarnowie, jednocześnie pracował tam jako lekarz Ubezpieczalni Społecznej. W maju 1947 roku przeniósł się do Międzyzdrojów, gdzie od 23 maja do 20 listopada tego roku był komendantem Wojskowego Domu Wypoczynkowego. Został przeniesiony do marynarki wojennej, gdzie w stopniu komandora podporucznika 21 listopada został szefem Służby Zdrowia Szczecińskiego Obszaru Nadmorskiego (później 8 Flotylla Obrony Wybrzeża). Równocześnie pracował na stanowisku Lekarza Komendy Portu Wojskowego Świnoujście i lekarza Ubezpieczalni w Międzyzdrojach.
1 czerwca 1949 roku został przeniesiony do rezerwy, a niedługo później został zaliczony do III grupy inwalidzkiej. Od 1 stycznia 1950 roku pracował jako lekarz i kierownik Ośrodka Zdrowia w Międzyzdrojach. Cały czas, do przejścia na emeryturę, pracował też jako lekarz i kierownik Powiatowej Stacji Pogotowia Ratunkowego w Międzyzdrojach. Był też przewodniczącym Komisji Zdrowia, Pracy i Pomocy Społecznej Powiatowej Rady Narodowej w Świnoujściu (w okolicach 1956 roku) i radnym Miejskiej Rady Narodowej w Międzyzdrojach.1 stycznia 1961 roku rozstał się ze służbą wojskową.

## Awanse
- starszy szeregowy podchorąży – 1 listopada 1925 roku[2]
- kapral – 1 sierpnia 1926 roku[2]
- sierżant –  12 października 1927 roku[2]
- lekarz podporucznik – ze starszeństwem z dniem 1 marca 1931 roku[2][11]
- porucznik – ze starszeństwem z dniem 1 stycznia 1933 roku[5]
- kapitan – 1936 ze starszeństwem z 1 stycznia 1936 roku[5]
- major – grudzień 1945 ze starszeństwem z dniem 1 marca 1945 roku[9]
- komandor podporucznik – 1947[9]

## Ordery i odznaczenia
- Krzyż Kawalerski Orderu Odrodzenia Polski
- Srebrny Krzyż Zasługi (1946)
- Medal Pamiątkowy za Wojnę 1918–1921 (1928)
- Medal Dziesięciolecia Odzyskanej Niepodległości (1928)
- Medal Niepodległości (1931)[12]
- Medal za Długoletnią Służbę
- Medal Zwycięstwa i Wolności 1945
- Medal 10-lecia Polski Ludowej (1955)
- Odznaka Honorowa Gryfa Pomorskiego
- Odznaka Grunwaldzka
- Odznaka honorowa „Za wzorową pracę w służbie zdrowia”[13].

## Życie rodzinne
Ojciec Czesława Bolesław (1862–1911), pochodzący z zubożałej szlachty, pracował jako urzędnik w banku, matką była Karolina z domu Żebrowska (1873–1947). Miał starszą siostrę Marię (1897–1969), późniejszą żonę ziemianina dr. Witolda Waleriana Kopcia (1874–1945), osobistego lekarza prezydenta Ignacego Mościckiego.
Ożenił się 20 lutego 1944 roku z Martą „Mirą” Jędrzejewską (1910–2000). Mieli trzy córki: Barbarę (ur. w 1944), Danutę (1946–2016) i Joannę (ur. w 1948).
Został pochowany na cmentarzu komunalnym w Międzyzdrojach (sektor VII, rząd B, nr grobu 1).